# プレイヤー対環境
プレイヤー対環境（プレイヤーたいかんきょう、Player versus environment）、またはPvE（一部のコミュニティではプレイヤー対モンスター (player versus monster) またはPvMとも呼ばれる）は、オンラインゲーム、特にMMORPG、CORPG、 MUDおよびその他のオンラインロールプレイングコンピュータゲームにおけるコンピュータが制御する敵との戦闘を指す際に使用される用語。PvEはPVP（プレイヤー対プレイヤー）とは対照的である。 
通常、PvEモードは人間またはAIの仲間と共に一人でプレイができる。PvEモードには、プレイヤーがミッションを進めていくにつれて物語られるストーリー展開が含まれることがある。また、どんな順番で行われてもよい任務を含み得る。 

## 例
『ギルドウォーズ』は、ゲーム内のカットシーンやノンプレイヤーキャラクター(NPC)との会話を表示することでストーリーを物語る。リプレイ性を高めるために、ミッションは多くの場合何度も達成することができる。このモードでプレイしているキャラクターは、しばしば他のプレイヤーによる殺害および/または所持品の窃盗から保護されている。そうではないゲームの例として、『EVE ONLINE』ではプレイヤーがクエストを完了しようとしているときにしばしば他の人間のプレイヤーからの奇襲を受け得る。『World of Warcraft』のような一部ゲームは、専用サーバーと一時的なプレイヤーフラッグを用いてオープンワールドのPvP戦闘に参加するかまたはPvPの妨害無しにクエストを進めるかをプレイヤーが選べるようにしている。 